# 亨廷登郡
亨廷登郡（英語：Huntingdonshire District），英國英格蘭東部區域劍橋郡的一個非都市區（地方第二級區政府），由亨廷登（區議會所在地）、聖艾夫斯、拉姆齊等主要城鎮及數十個農莊構成。亨廷登郡原本為英國的一個郡，在歷經1889年、1965年、到1974年的3次行政區域變動，最後成為非都市郡劍橋郡所管轄的一個地方政府區。

## 城鎮與村莊

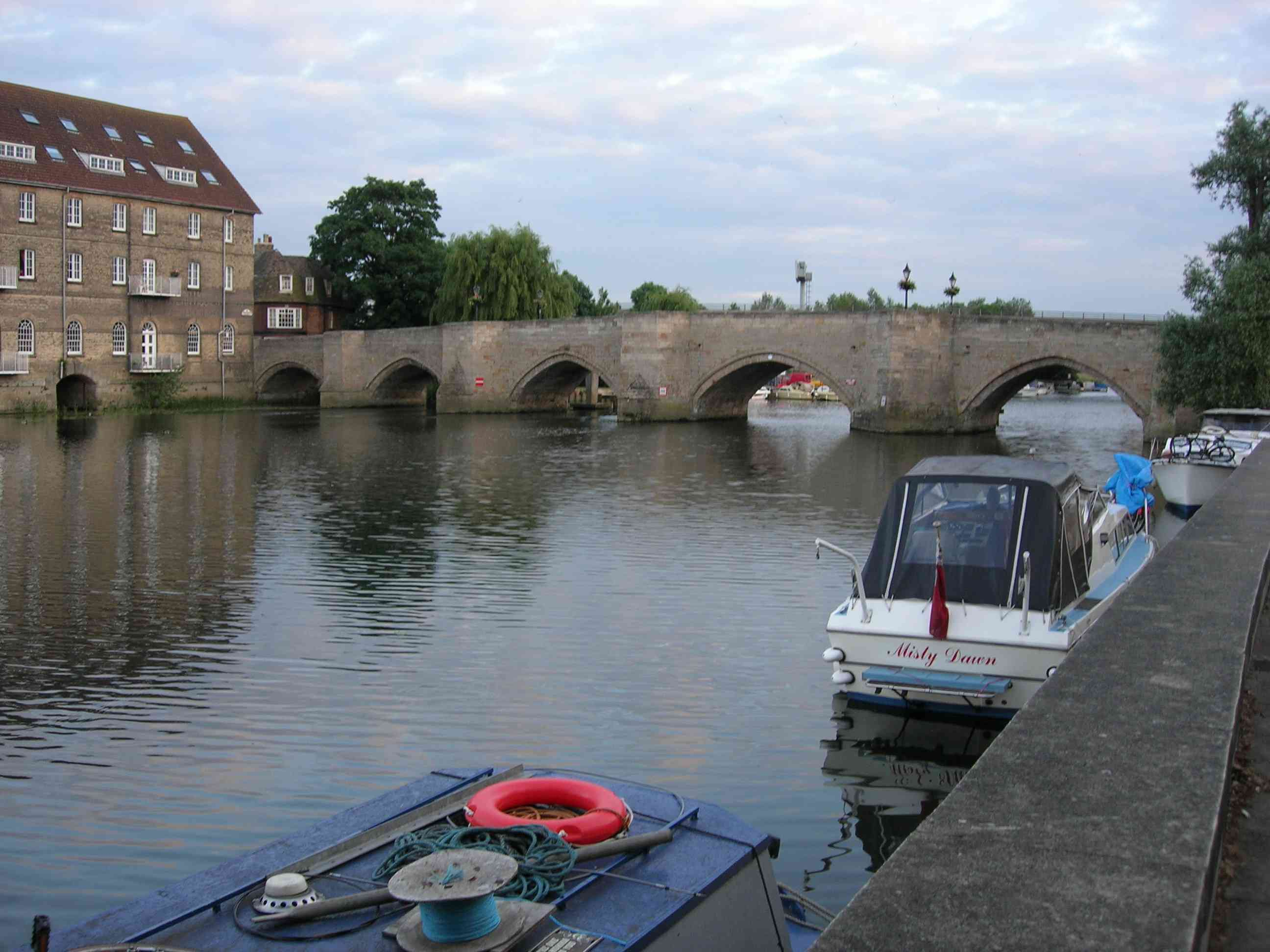
亨廷登鎮（人口19,830），鎮上有一座保存良好的中世紀古石橋，橫跨大烏茲河兩岸

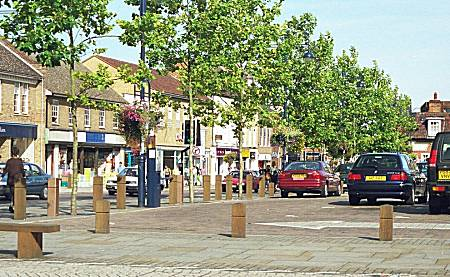
聖尼茨（St Neots）有人口26,390人，是劍橋郡的第一大鎮